# Mamekyne
Mamekyne (ukr. Мамекине) – wieś na Ukrainie, w obwodzie czernihowskim, w rejonie nowogrodzkim, w hromadzie Nowogród Siewierski. W 2001 liczyła 350 mieszkańców, spośród których 186 wskazało jako ojczysty język ukraiński, 163 rosyjski, a 1 białoruski.